# Fabian Milewski
Fabian Milewski herbu Pomian – ławnik malborski w latach 1647-1651.
Jako poseł na sejm elekcyjny 1648 roku z województwa malborskiego podpisał elekcję Jana II Kazimierza Wazy z województwa malborskiego. Poseł na sejm koronacyjny 1649 roku z województwa malborskiego. Poseł sejmiku generalnego pruskiego na sejm 1650 roku.